# Florian Bousquet
Pas d'image ? Cliquez ici

a Compétitions nationales et continentales officielles uniquement.

Florian Bousquet, né le 22 août 1994, est un joueur de rugby à XIII français évoluant au poste de talonneur. Formé à Limoux avec lequel il débute en Championnat de France, il intègre ensuite Toulouse Olympique XIII avant de revenir à Limoux où il se blesse gravement au genou, ce qui l'éloigne des terrains de longs mois. A son retour, il prend part à une finale de Championnat de France perdue en 2018 puis signe pour Lézignan.

## Palmarès
- Collectif :
  - Vainqueur du Championnat de France : 2014 (Toulouse), 2016 et 2017 (Limoux).
  - Finaliste du Championnat de France : 2018 (Limoux).
  - Finaliste de la Coupe de France : 2016 et 2018 (Limoux).

### En club
| Saison    | Club     | Compétition           | Matchs | Points | Essais | Goals | Drops |
| --------- | -------- | --------------------- | ------ | ------ | ------ | ----- | ----- |
| 2011-2012 | Limoux   | Championnat de France | ?      | -      | -      | -     | -     |
| 2012-2013 | Limoux   | Championnat de France | ?      | -      | -      | -     | -     |
| 2013-2014 | Toulouse | Championnat de France | 2      | 4      | 1      | -     | -     |
| 2014-2015 | Toulouse | Championnat de France | 6      | 4      | 1      | -     | -     |
| 2015-2016 | Limoux   | Championnat de France | 17     | 12     | 3      | -     | -     |
| 2016-2017 | Limoux   | Championnat de France | ?      | -      | -      | -     | -     |
| 2017-2018 | Limoux   | Championnat de France | 16     | -      | -      | -     | -     |
| 2018-2019 | Lézignan | Championnat de France | 12     | 8      | 2      | -     | -     |
| 2019-2020 | Lézignan | Championnat de France | 3      | 4      | 1      | -     | -     |
| 2020-2021 | Limoux   | Championnat de France | 5      | -      | -      | -     | -     |